# Easington, Durham
Easington är en by i civil parish Easington Village, i kommunen Durham i grevskapet Durham, i England. Orten har 7 470 invånare (2001). Easington var en civil parish fram till 1983 när blev den en del av Easington Colliery och Easington Village. Civil parish hade 9 953 invånare år 1961.